# Jan Pieterszoon Sweelinck

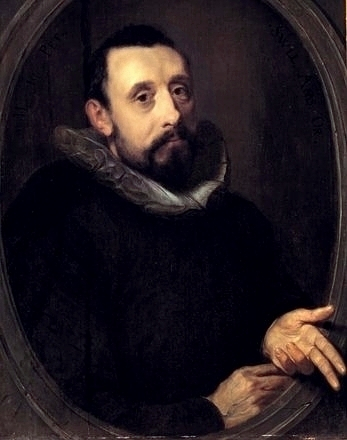
Jan Pieterszoon Sweelinck (1606). Das Porträt wird seinem Bruder Gerrit Pietersz Sweelinck zugeschrieben.

Jan Pieterszoon Sweelinck (* 1561 in Deventer; † 16. Oktober 1621 in Amsterdam; diverse Namensvarianten) war ein niederländischer Organist und Komponist. Als Virtuose und Pädagoge war er international geschätzt und übte maßgeblichen Einfluss auf die Norddeutsche Orgelschule aus.

## Leben
Jan Pieterszoon Sweelinck wurde als ältester Sohn des Organisten Pieter Swybbertszoon und Elske Jansdochter Sweeling, Tochter eines Chirurgen aus Deventer, geboren. Während früher 1562 als Geburtsjahr vermutet wurde, hält die neuere Forschung den Sommer oder Herbst 1561 für wahrscheinlich. Ebenso wie der Bruder, der Maler Gerrit Pieterszoon, und beide Schwestern Marie und Tryntgen, übernahm Jan Pieterszoon später den Nachnamen seiner Mutter. Um 1564 zog die Familie nach Amsterdam, da der Vater zum Organisten an der Oude Kerk berufen wurde. Der Vater, der ihn in die Musik eingeführt haben wird, starb im Jahr 1573, als Jan Pieterszoon elf Jahre alt war. Nicht gesichert ist, von wem er seine musikalische Ausbildung erhielt. Aufgewachsen in einer traditionsreichen Organistenfamilie soll er nach Johann Mattheson um 1557 (?) bei Joseph Zarlin (Gioseffo Zarlino) in Venedig studiert haben. Neueren Forschungsergebnissen zufolge war Sweelinck zwar nie in Venedig, kannte jedoch die Arbeiten Zarlins und verwendete sie in seinem Unterricht. Nach Aussage des Amsterdamer Organisten Jacob van Noordt (1680) erlernte er das Spielen von Streich- und Blasinstrumenten sowie Musiktheorie im Kontrapunkt und in der Diminutionstechnik von Jan Willemsz Lossy (um 1545–1629), einem Stadtmusiker in Haarlem. Möglicherweise wurde Sweelinck auch von den beiden Organisten der dortigen St.-Bavo-Kirche, Claas Albrechtszoon van Wieringen und Floris van Adrichem, unterrichtet. Nach Aussage von Sweelincks Schüler und Freund Cornelis Plemp übernahm Jan Pieterszoon im Jahr 1577 im Alter von 14 oder 15 Jahren das Organistenamt an der Oude Kerk und war nach Mattheson „schon in der Jugend, wegen seiner netten Fingerführung auf der Orgel, und überaus artigen Manier zu spielen, sonderlich berühmt“.

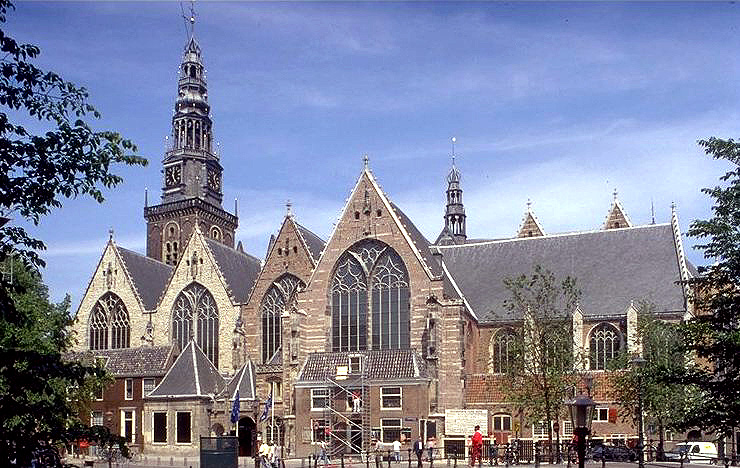
Oude Kerk in Amsterdam, an der Sweelinck über 40 Jahre Orgel spielte

Im Zuge der Reformation kam es 1578 zur Alteratie von Amsterdam. Das Regent, die städtische Verwaltung, wechselte vom katholischen zum calvinistischen Bekenntnis. Im selben Jahr verfügte die nationale Synode ein Verbot von Bildern, Orgeln und polyphoner Musik während der Gottesdienste zugunsten des einstimmigen, unbegleiteten Psalmengesangs. Da die Orgeln Eigentum der Stadt waren und Sweelinck von der städtischen Verwaltung angestellt war, behielt er das Amt und spielte täglich mindestens eine Stunde auf beiden Orgeln der Oude Kerk. Umstritten ist, ob  der katholisch erzogene Sweelinck während der Alteratie zum protestantischen Glauben wechselte. Er schuf sowohl Musik über katholische wie auch evangelische Melodien und pflegte Freundschaften mit Menschen beider Konfessionen.
Nach dem Tod der Mutter im Jahr 1585 musste Sweelinck mit niedrigem Gehalt den jüngeren Bruder und eine Schwester versorgen. Seine Heirat mit der Regenttochter Claesgen Dircxdochter Puijnder († 2. Januar 1637) aus Medemblik im Jahr 1590 war Anlass für eine Gehaltserhöhung. Stadt und Kirche einigten sich darauf, Sweelincks Gehalt auf jährlich 400 Gulden zu verdoppeln und ihm eine freie Amtswohnung in der Koestraat, auf dem Gelände eines ehemaligen Klosters, zu gewähren. Fortan war Sweelinck der bestbezahlte Organist der Republik. Weitere Einkünfte erhielt Sweelinck durch seine Tätigkeit als Pädagoge. Dem Ehepaar wurden sechs Kinder geboren: Dirck (1591–1652), Pieter (1593–1670), Dyeuwer (1596–1597), Ysbrandt (um 1600–1662), Jan (um 1602–1662) und Elsge (1602–1664), von denen drei in der Oude Kerk getauft wurden.
Sweelinck wohnte zeitlebens in Amsterdam und hatte insgesamt 44 Jahre das Organistenamt an der Oude Kerk inne. Er unternahm als Orgelsachverständiger etliche Reisen um Orgelneubauten abzunehmen: nach Haarlem (1594), seiner Geburtsstadt Deventer (1595, 1616), Middelburg (1603), Nijmegen (1605), Enkhuizen, Harderwijk (1608), Rotterdam (1610), Delft, Dordrecht (1614) und Rhenen (1616). Seine längste und einzige Auslandsreise führte im Jahre 1604 nach Antwerpen, wo er für die Stadt Amsterdam ein Cembalo kaufte, dessen Deckel heute im Rijksmuseum steht.
Vermutlich nach kurzer Krankheit starb Sweelinck und wurde am 20. Oktober 1621 begraben. In der Oude Kerk fand er im Chorumgang seine letzte Ruhestätte (Grabplatte Nr. 99). Fünf von sechs Kindern und seine Frau überlebten Sweelinck. Sein ältester Sohn Dirck Janszoon übernahm in dritter Generation das Organistenamt in der Oude Kerk.

## Wirken und Bedeutung

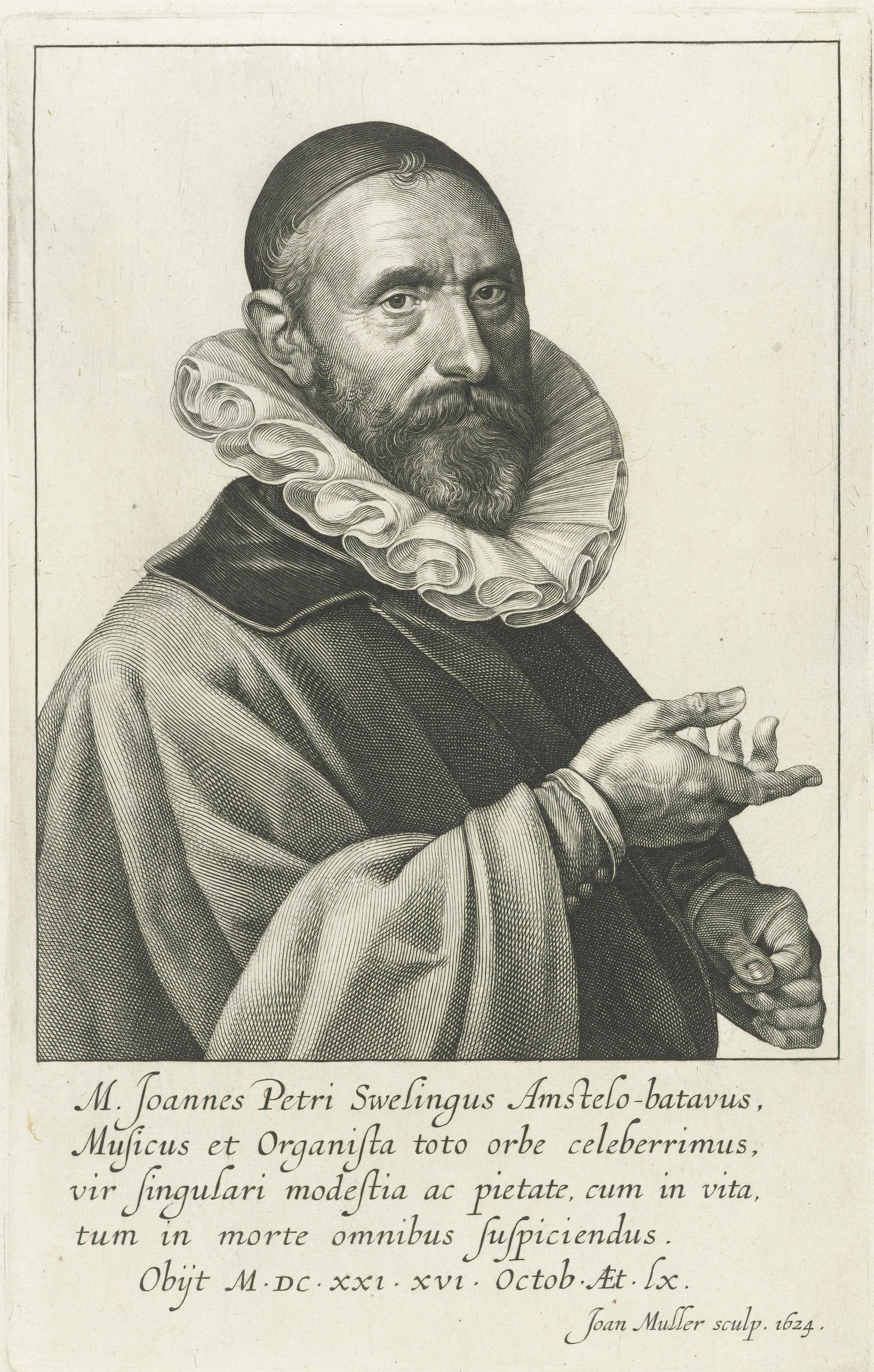
Sweelinck, Kupferstich von Jan Harmensz. Muller, 1624

Als Komponist, Virtuose und Pädagoge wurde Sweelinck europaweit geschätzt. Er übte als Organist großen Einfluss auf die Norddeutsche Orgelschule des 17. Jahrhunderts aus. Schüler des „deutschen Organistenmachers“ waren August Brücken, Ulrich Cernitz, Andreas Düben, Matthias Leder, Jacob Praetorius der Jüngere, Johann Praetorius, Heinrich Scheidemann, Gottfried Scheidt, Samuel Scheidt, Melchior Schildt, Paul Siefert und Jonas Zornicht. Seine Schüler kopierten seine Werke für Tasteninstrumente und sorgten auf diese Weise für ihren Erhalt und ihre Verbreitung. Autographen von Sweelincks Werken für Tasteninstrumente sind nicht erhalten.
Für seine Improvisationen auf der Orgel und dem Cembalo war er so bekannt, dass Besucher von weither kamen, um den Orpheus von Amsterdam zu hören. Sein Orgelspiel gehörte zu den Hauptattraktionen der Stadt. Ab etwa 1590 bürgerte sich vor allem in den Wintermonaten die Tradition ein, dass Sweelinck abends um 18 Uhr auf der Orgel improvisierte, was viele Kaufleute und Vertreter der städtischen Elite anzog. Das Orgelspiel hatte weniger Konzertcharakter, sondern war Teil des städtischen Lebens, währenddessen Handel getrieben und Geschäfte geschlossen wurden. Neben Orgelmusik wurde auch Ensemblemusik geboten. Diese erste bürgerliche Konzertpraxis in Nordeuropa stimulierte die weitere Konzertpraxis wie die Abendmusiken, die Sweelincks Enkelschüler Dieterich Buxtehude in Lübeck durchführte. Als Philipp Ludwig II. von Hanau-Münzenberg 1594 Amsterdam besuchte, notierte er in seinem Tagebuch: „Daselbsten auch gesehen einen lebendigen Elephanten. Noch Artillery hauss zu besehen und den organisten zu horen.“ Peter Philips besuchte im Jahr 1593 Sweelinck in Amsterdam und John Bull reiste ebenfalls dorthin, um den niederländischen Meister kennenzulernen. Er legte seiner Fantasia chromatica ein Thema von Sweelinck zugrunde. Orlando Gibbons stattete Sweelinck 1613 einen Besuch ab und ließ seine Komponierweise nachhaltig von ihm beeinflussen. Im Fitzwilliam Virginal Book wurden vier Werke von Sweelinck als einem von wenigen nicht-englischen Komponisten aufgenommen.
Der letzte Meister der niederländischen Vokalpolyphonie war ein prägender Komponist in der Zeit des Übergangs von der Renaissance zum Barock. In seinem Werk verbinden sich polyphone Kompositionstechniken der Durchimitation mit Figurationen, die aus der Praxis der Improvisation hervorgegangen sind. Aufgeführt wurden Sweelincks Psalmvertonungen in privaten Kreisen wie dem Collegium musicum, möglicherweise aber auch in Oude Kerk außerhalb der Gottesdienste, da hier ein ausreichender Nachhall zur Verfügung stand. Das Collegium musicum war ein geschlossener Kreis von Musikliebhabern unter den Kaufleuten, das zu Beginn des 16. Jahrhunderts in Amsterdam gegründet wurde und unter der Leitung Sweelincks seine Vokalwerke aufführte.

## Werke

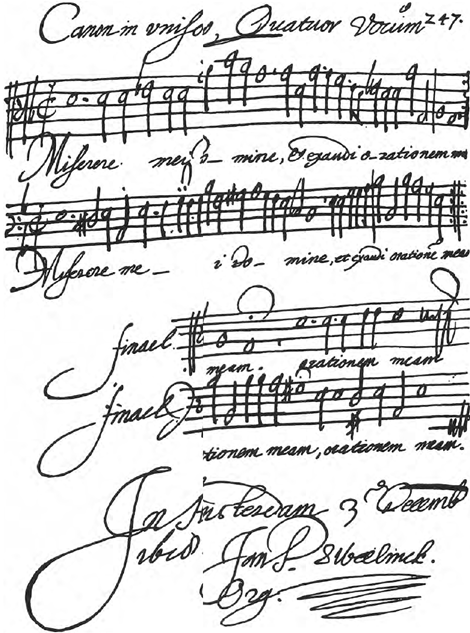
Autograph des Canon in unisono SwWV 195 aus dem Jahr 1618

Sweelinck komponierte mehr als 70 Werke für Tasteninstrument (Toccaten, Fantasien und Ricercare und Variationen), die zu Lebzeiten jedoch nicht gedruckt wurden, sondern nur in Handschriften seiner Schüler überliefert sind. Möglicherweise dienten sie vor allem als Unterrichtsmaterial zur Kompositions- und Improvisationsanleitung. Sweelinck verband Elemente der virtuosen englischen Virginalmusik mit dem spanischen und italienischen Orgelstil. Die 15 Toccaten Sweelincks zeichnen sich durch große improvisatorische Freiheit aus und stellen das betreffende Instrument auf repräsentative Weise vor. Eine besondere Nähe ist zu Meistern wie Andrea Gabrieli und Claudio Merulo erkennbar. Hingegen beginnen die 14 Fantasien polyphon und entwickeln eine Grundidee, wie seine berühmte Chromatische Fantasie, die beiden Hexachord-Fantasien und die sechs Echo-Fantasien. Die monothematischen, ernsten Fantasien gelten als Vorläufer der klassischen Fugen. Den Variationen liegen ganz unterschiedliche Melodien zugrunde. Sweelinck komponierte 13 Choralvariationen über Gregorianische Melodien, lutherische Choräle und Genfer Psalmen, acht Variationsreihen über weltliche Lieder und weitere Variationen (Ballo del granduca, Engelsche fortuyn, More palatino).
Für die Laute geschrieben sind von Sweelinck drei Psalmen-Kompositionen im Lautenbuch von Jan Thysius sowie eine Courante und drei Volten in einem englischen Lautenmanuskript erhalten.
Zu den über 250 Vokalwerken, die er ausschließlich in Französisch, Italienisch oder Latein komponierte, gehören Chansons und Madrigale sowie Motetten und Psalmen. Seine erste Sammlung von Vokalwerken erschien im Jahr 1584, fünfstimmige, weltliche Chansons, die Einflüsse von Orlando di Lasso aufweisen. Später wurde Sweelinck von Peter Philips beeinflusst. Im Jahr 1612 brachte Sweelinck die Rimes françoises et italiennes mis en musique, à deux en à trois parties heraus, Chansons und Madrigale in Bearbeitungen von ursprünglich vier- oder fünfstimmigen Werken. Als sein krönendes Lebenswerk kann die Vertonung des Genfer Psalters betrachtet werden. Die erste Sammlung von 50 Psalmen erschien im Jahr 1604 und umfasste vier- bis achtstimmige Sätze. Zwei weitere Bände mit je 30 Psalmen wurden 1613 und 1614 gedruckt. Im Hinblick auf die Satzweise sind diese in der Textausdeutung expressiver und virtuoser als die erste Sammlung. Die vierte und letzte Sammlung erschien 1621 posthum einige Monate nach Sweelincks Tod. Ein Gegenstück zu den Psalmen bilden die 1619 in Antwerpen veröffentlichten Cantiones sacrae mit 37 lateinischen Motetten für fünf Stimmen auf Texten der römisch-katholischen Liturgie. Sie werden weniger durch eine komplexe Polyphonie beherrscht als vielmehr durch einen Kontrapunkt, der in barocker Harmonie seinen Ausgangspunkt findet, und durch eine vielfach chromatische Melodieführung.
Hörbeispielⓘ: Variation über Est-ce Mars für Orgel

## Sweelincks Orgeln

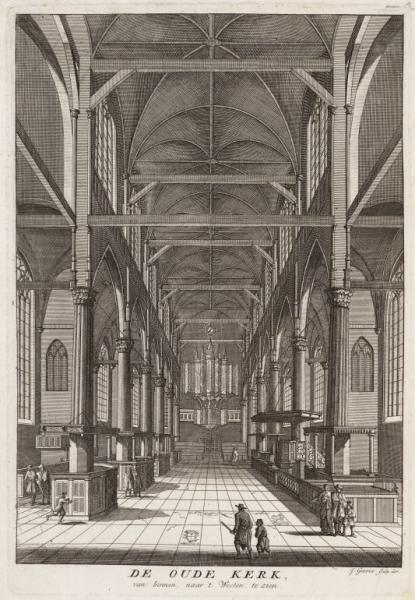
Inneres der Oude Kerk mit Niehoff-Orgel, an der Sweelinck Organist war

In der Amsterdamer Oude Kerk standen Sweelinck zwei Orgeln zur Verfügung. Die große Orgel auf der Westempore wurde nach dem Kontrakt von 1539 gemeinsam von Hendrik Niehoff und seinem Bruder Herman sowie Hans(ke) von Köln gebaut. In den Jahren 1544/1545 und 1567/1568 wurden kleine Änderungen durchgeführt. In dem Besteck von 1544 unterzeichneten Hendrik Niehoff und Jasper Jansz (vermutlich Sohn von Hans von Köln). Nach dem Bildersturm von 1566 stellte Peter Jans (de Swart) beide Orgeln in den Jahren 1567/1568 wieder her. Die große Orgel verfügte über 25 Register, die auf drei Manualen und Pedal verteilt waren. Die kleine Orgel mit zwei Manualen und 13 Registern errichteten Hendrik Niehoff und Jasper Jansz (Johanson) 1544 parallel zu den Arbeiten an der großen Orgel. Peter Jans ersetzte und ergänzte je ein Register. Die beiden Instrumente gehörten zu den fortschrittlichsten Orgelwerken ihrer Zeit und dienten anderen Neubauten als Vorbild. Aufgrund des relativ niedrigen Winddrucks und der Konstruktion mit Springladen waren die Trakturen leichtgängig und ermöglichten schnelle Figurationen, wie sie die Orgelwerke Sweelincks erfordern. Sie waren mitteltönig gestimmt und boten vielfältige klangliche Möglichkeiten, besonders zur Darstellung polyphoner Musik. Das Hauptwerk hatte einen großen Klaviaturumfang von mehr als vier Oktaven, vom Kontra-F (F1) bis zu a2. Es repräsentierte mit seinem vollen Prinzipalchor auf der Unterlade das traditionelle Blockwerk (Hintersatz) und wurde als das große Prinzipal bezeichnet. Auf der Oberlade standen ein Flötenchor und weitere Einzelstimmen. Im Oberwerk erklangen weite Flöten und Zungenstimmen, im Rückpositiv das kleine Prinzipal, Flöten und kleine Zungenstimmen. Die große Orgel hatte zu Sweelincks Zeit folgende Disposition:
| I Rückpositiv FGA–g2a2 |       |
| Prinzipal              | 8′    |
| Oktave                 | 4′    |
| Mixtur                 |       |
| Scharf                 |       |
| Quintadena             | 8′    |
| Hohlpfeife             | 4′    |
| Sifflöt                | 1 ⁄3′ |
| Krummhorn              | 8′    |
| Barpfeife              | 8′    |
| Schalmei               | 4′    |

| II Hauptwerk F1G1A1–g2a2 |       |
| Prinzipal                | 16′   |
| Oktave + Superoktave     | 8′+4′ |
| Mixtur                   |       |
| Scharf                   |       |

| III Oberwerk FGA–g2a2 |               |
| Prinzipal             | 8′            |
| Hohlpfeife            | 8′            |
| Offen Flöt            | 4′            |
| Nasat                 | 2 ⁄3′         |
| Gemshorn              | 2′            |
| Sifflöt               | 1 ⁄3′ oder 1′ |
| Terzzimbel            |               |
| Trompete              | 8′            |
| Zink D                | 8′            |

| Pedal FGA–c1 |    |
| Nachthorn    | 2′ |
| Trompete     | 8′ |

- Koppeln: III/I, II/P
- Tremulant

Die kleine Orgel von 1544 war seit 1568 mit 14 Registern wie folgt disponiert:
| I Hauptwerk FGA–g2a2 |               |
| Hohlflöte            | 8′            |
| Prinzipal            | 4′            |
| Oktave               | 2′            |
| Mixtur               |               |
| Scharf               |               |
| Quintadena           | 8′            |
| Gemshorn             | 2′            |
| Sifflöt              | 1 ⁄3′ oder 1′ |
| Terzzimbel           |               |
| Schalmei             | 4′            |

| II Brustwerk FGA–g2a2 |    |
| Hohlpfeife            | 4′ |
| Krummhorn             | 8′ |
| Regal                 | 8′ |

| Pedal FGA–c1 |    |
| Trompete     | 8′ |

- Koppeln: II/I (I/P)
- Tremulant

## Ausgaben (Auswahl)
- Jan Pieterszoon Sweelinck: Opera Omnia. Gesamtausgabe. Koninklijke Vereniging voor Nederlandse Muziekgeschiedenis. 1957–2021.
- Pieter Dirksen, Harald Vogel: Jan Pieterszoon Sweelinck – Sämtliche Werke für Tasteninstrumente. Breitkopf & Härtel, Wiesbaden u. a. 2004–2007.

## Würdigung (Auswahl)
Ein Vorgänger der Musikhochschule Conservatorium van Amsterdam hieß lange Zeit Sweelinck Conservatorium.
Auf der niederländischen 25-Gulden-Banknote, die 1972 in Umlauf kam, war Sweelinck abgebildet.
Am 16. Oktober 1997 wurde ein 1960 entdeckter Asteroid des äußeren Hauptgürtels nach Jan Pieterszoon Sweelinck benannt: (7621) Sweelinck.
Im Jahr 2010 erschien die erste Gesamteinspielung der Vokalwerke Sweelincks, Het Sweelinck Monument, mit dem Gesualdo Consort Amsterdamer unter Leitung von Harry van der Kamp auf 17 CDs.